# William Bagwell (scriitor)
William Bagwell (n. anii 1590 – d. secolul al XVII-lea) a fost un comerciant englez, care a trăit în a doua jumătate a secolului al XVII-lea, cunoscut în special pentru scrierile sale din domeniul astronomiei.
A fost membru al Comisiei de Constatare a aprecierii validității descopeririii calculelor și metodelor de măsurare a longitudinii terestre.

## Scrieri
- The Mystery of Astronomy mode plain (Londra, 1655)
- Sphinx Thebanus, care este o descriere matematică a globului pământesc.